# 小池善行
小池 善行（こいけ よしゆき、1979年3月8日 - ）は、日本の元ラグビーユニオン選手。現在ジャパンラグビーリーグワン静岡ブルーレヴズの普及担当を務めている。

## プロフィール
- 東京都出身。
- ポジションはスクラムハーフ(SH)。
- 身長 167 cm、体重 72 kg
- 関東代表に選ばれたことがある[1]。
- 7人制日本代表に選ばれたことがある[2]。

## 略歴
中学校からラグビーを始めた。
1997年、東海大菅生高校卒業後、東海大学に入学する。
2000年、東海大学体育会ラグビーフットボール部の主将に就任した。
2001年、東海大学卒業後、セコムラガッツに加入。同年9月22日に行われた東日本社会人リーグ第1戦のNECグリーンロケッツ戦に先発出場で公式戦初出場を果たす。
2008年、横河武蔵野アトラスターズに加入。
2010年、ヤマハ発動機ジュビロに加入。
2016年、現役を引退した。
2021年、静岡ブルーレヴズの普及担当に就任。